# Katafona
Katafona est une commune rurale située dans le département de Kourouma de la province de Kénédougou dans la région des Hauts-Bassins au Burkina Faso.

## Géographie
Katafona est située à environ 18 km à l'ouest de Kourouma.

## Santé et éducation
Le centre de soins le plus proche de Katafona est le centre de santé et de promotion sociale (CSPS) de Kourouma.